# Zilupe (novads)
La municipalité de Zilupe (en letton : Zilupes novads) est un novads de Lettonie, situé dans la région de Latgale. En 2010, sa population est de 3 747 habitants pour une superficie de 322,7 km2. Le centre administratif du novads est la ville de Zilupe.
Zilupes novads est bordé par Ludzas novads au nord et à l'ouest et dans la partie sud-ouest, par Dagdas novads du côté sud et par la frontière avec la fédération de Russie à l'est.

## Subdivisions
En plus de la ville de Zilupe (460 ha), la municipalité est composée de trois communes, à savoir :
- Lauderu pagasts (9100 ha)
- Pasienes pagasts (11925 ha)
- Zaļesjes pagasts (10788 ha)[2]

## Population
Au 1er janvier 2010, selon les statistiques gouvernementales, la composition ethnique du novads est la suivante:
| Ethnie      | Nombre | %       |
| ----------- | ------ | ------- |
| Russes      | 2014   | 54,23 % |
| Lettons     | 879    | 23,67 % |
| Biélorusses | 605    | 16,23 % |
| Polonais    | 88     | 2,37 %  |
| Ukrainiens  | 61     | 1,64 %  |
| Autres      | 68     | 1,83 %  |

## Environnement
2,1 % du territoire du novads sont couverts d'eau. Les plus grands cours d'eau sont Zilupe et Istra. On y dénombre 19 lacs parmi lesquels on peut mentionner Laudera ezers (55,3 ha), Šešķu ezers (40,0 ha), Pintu ezers (39,4 ha), Sološu ezers (88,5 ha), Rubankovas ezers (2,4 ha), Torfenes ezers (1,3 ha), Zaļesjes ezers (14,9 ha), Liepnieku ezers (5,8 ha) .
La forêt composée principalement de pin, de sapin, de bouleau et de aulne couvre 13550,61 ha, ce qui constitue environ 40 % du territoire, alors que les marécages s'étendent sur 197,6 ha et la zone humide sur 25,4 ha.
Les 13 667,5 ha de terres agricoles, dont 3 671,2 ha de pâturages, 1 015 ha de près et 73,4 ha de jardins constituent 44 % du territoire.